# Богданов Ігор Тимофійович
Богданов Ігор Тимофійович (нар. 6 березня 1967, м. Бердянськ Запорізької області) — український науковець і педагог, доктор педагогічних наук, професор, член-кореспондент Національної академії педагогічних наук України (2019), Заслужений діяч науки і техніки України, ректор Бердянського державного педагогічного університету.

## Життєпис
Народився 6 березня 1967 року в місті Бердянську Запорізької області.
У 1991 році закінчив із відзнакою Запорізький машинобудівний інститут імені В. Я. Чубаря за спеціальністю «Електропостачання промислових підприємств, міст та сільського господарства»; у 1999 році — Бердянський державний педагогічний інститут імені П. Д. Осипенко за спеціальністю «Психологія».
Богданов Ігор Тимофійович працює в Бердянському педінституті імені П. Д. Осипенко з вересня 1991 р. Протягом 1991—2001 років обіймав різні посади керівника структурних підрозділів інституту: завідувача молодіжного комп'ютерного центру, завідувача економічного центру, завідувача центру перепідготовки та підвищення кваліфікації, завідувача кафедри технічних дисциплін.
Із 1992 р. Богданов І. Т. працював асистентом, з 1995 р. — старшим викладачем, з 2004 р. — доцентом, з 2010 р. — професором кафедри фізики та методики викладання фізики, у 2011 році призначений завідувачем кафедри технічних дисциплін факультету фізико-математичної та технологічної освіти.
У 2003 році Богданов І. Т. успішно захистив кандидатську дисертацію, 2010 році — докторську дисертацію. У 2011 році — присвоєно вчене звання професора кафедри фізики та методики викладання фізики.
У 2010 році Богданова І. Т. призначено проректором із наукової роботи БДПУ. За час його перебування на посаді вперше в історії університету відкрито докторантуру (2011 р.), створено дві спеціалізовані вчені ради із захисту кандидатських дисертацій (К 18.092.01 та К 18.092.02), започатковано видання серій наукових збірників «Наукові записки Бердянського державного педагогічного університету».
Із 1 жовтня 2015 року Богданов І. Т. призначений на посаду першого проректора БДПУ. Із червня 2016 року — ректор БДПУ. За цей період було зроблено капітальний ремонт двох спортзалів, фасади другого і п'ятого корпусів, проведено благоустрій території університету, встановлено артоб'єкти (Дерево бажань, валізка, Коло знань), оновлена вся комп'ютерна база, відкрито лінгафонні кабінети, кабінет фізичної реабілітації, лабораторію Нової української школи, навчальну залу судових засідань, клас синхронного перекладу, розпочато капітальний ремонт студентського гуртожитку № 2.
22 вересня 2021 року Богданова І. Т. було повторно обрано на посаду ректора Ці вибори відзначилися рекордною явкою педагогічних, науково-педагогічних працівників, здобувачів вищої освіти і співробітників університету та найвищим відсотком довіри — майже 96 % виборців віддали свої голоси за професора Ігоря Богданова.

## Наукова діяльність
Богданов Ігор Тимофійович є головою спеціалізованої вченої ради Бердянського державного педагогічного університету Д 18.092.01 із захисту дисертацій на здобуття наукового ступеня доктора (кандидата) педагогічних наук за спеціальностями: 13.00.02 — теорія та методика навчання (фізика); 13.00.04 — теорія і методика професійної освіти.
Із 2015 р. є членом спеціалізованої вченої ради Української інженерно-педагогічної академії Д 64.108.01 із захисту дисертацій на здобуття наукового ступеня доктора (кандидата) педагогічних наук за спеціальностями 13.00.02 — теорія та методика (технічні дисципліни) та 13.00.04 — теорія і методика професійної освіти.
Богданов І. Т. має понад 200 наукових і навчально-методичних публікацій, із них 27 в наукометричних базах даних Scopus, 12 навчальних посібників із грифом Міністерства освіти і науки України.
Із 2021 року керує державною бюджетною темою № 0121U109426 «Теоретико-методичні засади системної фундаменталізації підготовки майбутніх фахівців у галузі наноматеріалознавства до продуктивної професійної діяльності», МОН України, 2021.

## Напрями наукових досліджень
- Теорія та методика навчання природничих дисциплін.
- Організація освіти.
- Підготовка фахівців у галузі наноматеріалознавства.
- Синтез та дослідження властивостей наноструктур на поверхні напівпровідників.

## Нагороди
- Грамота Верховної Ради України (2017 рік)
- Почесне звання «Заслужений діяч науки і техніки України» (2015 рік)
- Орден «За заслуги» III ступеня (2019 рік)
- Почесна грамота Верховної ради України «За особливі заслуги перед Українським народом» (2024 рік)